# 한밤중의 오케스트라
〈한밤중의 오케스트라〉(真夜中のオーケストラ 마요나카노오케스트라[*])는 Aqua Timez가 2011년 1월 26일에 발매한 열세 번째 싱글이다.

## 개요
- 전작 〈GRAVITY Ø〉 이후 약 3개월만에 발매된 싱글이며, 애니메이션 타이업으로 기용되었다.

- 캐치프레이즈는 '기억의 한구석까지 몰린 빛. 그곳에서 중요한 무언가가 울고 있습니다.'(記憶の隅に追いつめられた光。そこで大切が泣いています。).

- "風に吹かれて"는 싱글 발매 전인 12월 22일, 벨소리 다운로드로 선공개되었다. 더욱이 "真夜中のオーケストラ"는 유선차트 1위를 획득하였다.

## 수록곡
1. 真夜中のオーケストラ / 한밤 중의 오케스트라
  - TV 도쿄 애니메이션 《NARUTO -나루토- 질풍전》 엔딩 테마.
  - JAL 2011년 3월 J-POP 투데이에 선곡.
2. 風に吹かれて / 바람에 날려
  - '제90회 전국고등학교 럭비풋볼대회' 테마 곡.
  - bayFM Aqua Timez의 라디오 프로그램 《아쿠아 트레인》에서 "뇌 수술을 받는 8살 아들을 격려해 달라."는 청취자의 사연을 받고, 수술을 무사히 마치고 들어주길 바라는 바람을 담아 만든 노래.
3. Full a Gain
  - TV 도쿄 애니메이션 《NARUTO -나루토- 소년 편》 오프닝 테마.
4. 真夜中のオーケストラ -Instrumental-

작사 : 후토시 / 작곡·편곡 : Aqua Timez (전곡)

## 차트
- 주간최고순위 12위 (오리콘 차트)
- 일일최고순위 8위 (오리콘 차트)
- 1윌 (빌보드 핫 애니메이션)